# Goshu, der Cellist
Goshu, der Cellist (jap. セロ弾きのゴーシュ, Serohiki no Gōshu) ist ein Anime-Film aus dem Jahr 1982, der auf einer Geschichte des japanischen Dichters und Schriftstellers Miyazawa Kenji basiert. Für Regie und Drehbuch war Takahata Isao verantwortlich. Der Film handelt von einem Cellisten namens Goshu, der durch die Hilfe von Tieren ein besserer Musiker wird.

## Handlung
Goshu spielt für das lokale Orchester Cello, wird jedoch vom recht streng anmutenden Dirigenten öfters ermahnt; manchmal wird das Spiel seinetwegen auch unterbrochen. Das treibt Goshu an, zu Hause in seiner kleinen Hütte außerhalb der Stadt regelmäßig zu üben. Dabei denkt er an sein Vorbild Ludwig van Beethoven. Da tritt aus dem Garten eine Katze in Goshus Hütte ein und möchte, dass Goshu ihm etwas auf dem Cello vorspielt. Verärgert über das unerwartete Eindringen der sprechenden Katze, spielt er der Katze ein Stück namens „Jagd auf den Indischen Tiger“ vor. Die Katze ist erschreckt von der wilden Musik und will aus dem Haus flüchten, kann sich jedoch nicht mehr unter Kontrolle halten, da Goshus Musik sie zu steuern scheint.
Nach der Orchesterprobe am Tag nach dem seltsamen „Katzenvorfall“ ereignet sich etwas Ähnliches. Ein Kuckuck kommt zu Goshu und bittet ihn, gemeinsam mit ihm zu musizieren. Goshu ahnt zunächst nicht, dass ihn dieses Üben mit dem Vogel immer besser im Umgang mit dem Cello macht. Goshu nickt, nachdem der Vogel wieder weg ist, ein und verspätet sich für die Probe am folgenden Tag. Dort bekommt er vom Dirigenten den Ratschlag, auf sein Rhythmusgefühl zu achten. Und die Besuche der sprechenden Waldtiere in Goshus Umgebung wollen nicht enden, da am Abend ein Tanuki (dt. „Marderhund“) bei dem Cellisten auftaucht. Mit zwei kleinen Trommeln schlägt es den Takt zu Goshus Cellospiel. Wie auch den Abend davor dauert diese Begegnung fast bis zum Morgen, und Goshu schläft ein.
Abends spielt Goshu wieder auf seinem Cello, welchem viele Tiere außerhalb seiner Hütte lauschen. Und wieder schläft der Musiker ein. Sein Schlaf wird von einer Mäusemutter und ihrem Kind gestört. Sie erklärt, dass ihr Kind krank ist und es durch Goshus Cello geheilt werden müsse, wie auch die anderen Tiere in seinem Umfeld. Seine Musik hilft den Tieren zur Genesung. Tatsächlich ist das Mäusekind nach einem Konzert Goshus wieder quicklebendig. Er empfindet Sympathie für die zwei Mäuse und schenkt ihnen ein Stück Brot, das diese gerührt annehmen.
Schließlich steht der große Auftritt des Orchesters, in dem Goshu spielt, an. Der Dirigent und seine Musiker verzaubern die Zuhörer mit einer exzellent gespielten Symphonie. Eine Zugabe wird gefordert, woraufhin der zu Freudentränen gerührte Dirigent unerwartet Goshu allein auf die Bühne schickt. Dieser denkt, dass die Leute ihn auslachen, und will ihnen mit dem „Jagd auf den Indischen Tiger“ eins auswischen. Entgegen allen Erwartungen Goshus entpuppt sich das Stück, das damals die Katze das Fürchten gelehrt hat, als eine Begeisterung für die Zuhörer und die anderen Mitglieder des Orchesters. Die Begegnungen mit den Tieren haben sein Cellospiel immer wieder verbessert. Nach dem erfolgreichen Konzert findet ein Fest statt, das Goshu bei Sonnenuntergang verlässt.

## Produktion und Veröffentlichungen
Der 63 Minuten lange Film Goshu, der Cellist entstand beim Studio Oh! Production. Regie führte Isao Takahata, der auch das Drehbuch schrieb. Der verantwortliche Produzent war Koichi Murata. Die künstlerische Leitung lag bei Takamura Mukuo, und das Charakterdesign stammt von Shunji Saida. Die Musik komponierte Michio Mamiya, außerdem wurde Musik von Ludwig van Beethoven verwendet. 
Der Film wurde am 23. Januar 1982 in Japan uraufgeführt. Später erschien er in Japan unter anderem auch mit englischen Untertiteln auf DVD. Außerhalb Asiens erschien er in Frankreich – unter dem Titel Goshu, le Violoncelliste bei Les Films du Paradoxe 2002 auf DVD – und Spanien sowie in Deutschland, wo der Film in den 1980er Jahren mehrmals auf dem Fernsehsender ARD ausgestrahlt wurde. Des Weiteren veröffentlichte Taurus 1985 eine VHS-Kassette mit dem Film. Diese deutsche Fassung war 5 Minuten kürzer als das Original. Später erschien der Film als Bonus auf der DVD-Fassung von Anja und die vier Jahreszeiten. Internationale Titel waren auch Gorsch the Cellist und Gauche the Cellist.

## Synchronisation
| Rolle       | Japanische Synchronsprecher (Seiyū) |
| ----------- | ----------------------------------- |
| Goshu       | Hideki Sasaki                       |
| Katze       | Fuyumi Shiraishi                    |
| Kuckuck     | Kaneta Kimotsuki                    |
| Tanuki      | Kazue Takahashi                     |
| Mäusemutter | Akiko Takamura                      |
| Mäusekind   | Keiko Yokozawa                      |
| Dirigent    | Masashi Amenomori                   |

## Rezeption
Bereits 1981 erhielt der Film beim Mainichi-Film-Wettbewerb den Ōfuji-Noburō-Preis. Oliver Armbrust nennt den Film jedoch einen der schwächeren Werke von Isao Takahata. Zwar könne Charakterdesign und Musik überzeugen, doch die Animation und Hintergründe sei sehr einfach gehalten und biete wenig für das Auge. Die Geschichte sei trotz der niedlichen Tiere wenig humorvoll, „unspektakulär und etwas ereignislos“. Der Anime plätschere vor sich bin, bis er plötzlich vorbei ist. Er sei zwar trotzdem nett anzusehen und für Sammler ohnehin zu empfehlen, jedoch für alle anderen kein Muss.